# La Iglesia (Nebra)
La Iglesia (En gallego y oficialmente A Igrexa) es una aldea  situada en la parroquia de Nebra en el municipio de Porto do Son (provincia de La Coruña, Galicia, España). Es un asentamiento rural conformado por un núcleo de población según el INE. 